# ماسايا أونوساكا
ماسايا أونوساكا (小野坂昌也 أونوساكا ماسايا) هو مؤدي أصوات ياباني ولد في 13 أكتوبر 1964 في أوساكا.

## أدواره في الأنمي

### مسلسلات أنمي تلفزيونية
- ترايجان - فاش دا ستامبيد
- أمير التنس - تاكيشي موموشيرو
- أمير التنس الجديد - تاكيشي موموشيرو
- بليتش - شينجي هيراكو
- هاجيمي نو إيبو - تاكيشي سيندو
- هاجيمي نو إيبو New Challenger - تاكيشي سيندو
- هاجيمي نو إيبو Rising - تاكيشي سيندو
- ون بيس - سيام, تشو, سباندام, سبانداين
- كارد كابتور ساكورا - كيربيروس
- إنجليك لاير - إيتشيرو ميهارا
- باكانو! - آيزاك ديان
- دورارارا!! - آيزاك ديان, ماكس ساندشيلت
- دورارارا!! ×2 المقدمة - ماكس ساندشيلت
- دورارارا!! ×2 المنتصف - ماكس ساندشيلت
- ذا سول تيكر - شيرو ميبو
- تنجن توبا جورين لاجان - ليرون
- بوبوبو-بو بو-بوبو - دون باتش
- وولفز راين - إيك
- دراغون بول Z كاي - برتر
- تنبو إيبون أياكاشي أياشي - موراساوا شينزابورو
- المنافس الشرس كايجي - أوتا
- كيل لا كيل - كينتا ساكوراميا
- سيلور مون - جيدايت
- أنا وأخواتي - شجاع
- مغامرة جوجو الغريبة: ستارداست كروسيدرز - أليسي
- آيدولماستر - تاجر النفط
- ون بنتش مان - بوري بوري بريزونر
- بوكيمون - بيل
- سينت سيا أوميغا - إيتشي

### أنمي الإنترنت
- هيتاليا Axis Powers - فرنسا
- هيتاليا World Series - فرنسا
- سينت سيا: نايتس أوف ذا زودياك - إيتشي

### أوفا أنمي
- هاجيمي نو إيبو Champion Road - تاكيشي سيندو
- تيلز أوف سيمفونيا ذي أنيميشن: سيلفارانت - زيلوس وايلدر
- تيلز أوف سيمفونيا ذي أنيميشن: تيثيالا - زيلوس وايلدر
- تيلز أوف سيمفونيا ذي أنيميشن: اتحاد العوالم - زيلوس وايلدر

### أفلام أنمي
- تنجن توبا جورين لاجان: فصل جورين - ليرون
- تنجن توبا جورين لاجان: فصل لاجان - ليرون
- ترايجان Badlands Rumble - فاش ذا ستامبيد
- هيتاليا: الشاشة الفضية Paint it, White - فرنسا

## أدواره في ألعاب الفيديو
- بيرسونا 3 - جين
- بيرسونا 3 فيس - جين
- بيرسونا 3 بورتبل - جين
- تيلز أوف سيمفونيا - زيلوس وايلدر
- تيلز أوف سيمفونيا: دون أوف ذا نيو وورلد - زيلوس وايلدر
- تيلز أوف ذا وورلد: ريف يونايتيا - زيلوس وايلدر
- سلسلة ألعاب دوت هاك - بيروس
- سلسلة ألعاب دوت هاك جي يو - بيروس الثالث
- موبيل سوت جاندام سيد: نيفر إندينغ تومورو - لو غيول
- سينت سيا أوميغا: ألتيميت كوزمو - إيتشي
- داينستي واريورز - جاو يون
- داينستي واريورز 2 - جاو يون
- واريورز أول-ستارز - جاو يون

## وصلات خارجية
- ماسايا أونوساكا على موقع IMDb (الإنجليزية)
- ماسايا أونوساكا على موقع ميوزك برينز (الإنجليزية)
- ماسايا أونوساكا على موقع قاعدة بيانات الفيلم (الإنجليزية)
- ماسايا أونوساكا على موقع ANN person (الإنجليزية)
- صفحة IMDb